# Pereen

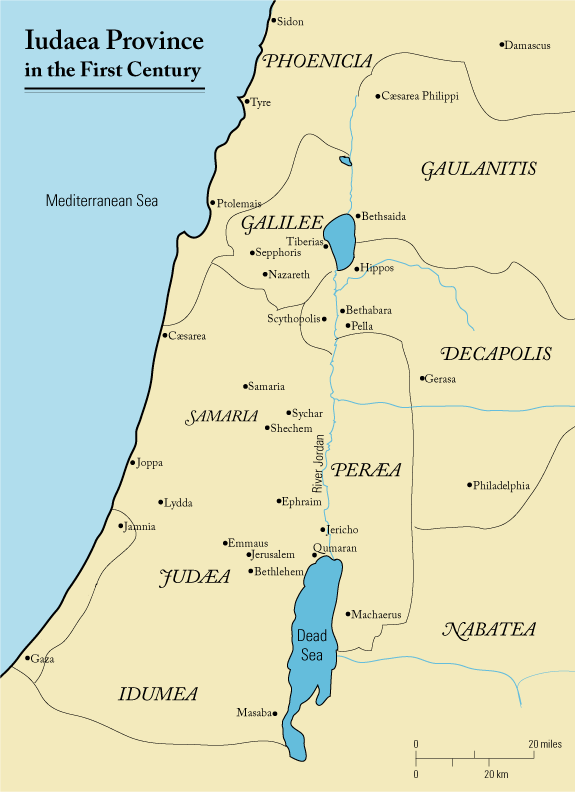
Pereen och omgivning i första århundradet e.Kr.

Pereen var en forntida provins på östbanken av Jordanfloden, i nuvarande Jordanien. Det var en del av Herodes den stores kungarike under första århundradet före Kristus, och styrdes senare av hans son Herodes Antipas som romersk lydkonung. Enligt Bibeln ska en del av Jesus verksamhet ha ägt rum i det här området, även om det inte nämns vid namn i evangelierna.